# Цукахара Міцуо
Цукахара Міцуо  (яп. 塚原 光男, нар. 22 грудня 1947) — японський гімнаст, олімпійський чемпіон.
Його син, Цукахара Наоя, теж гімнаст, олімпійський чемпіон Олімпіади-2004, дружина, Ода Тіко, учасниця змагань зі спортивної гімнастики Олімпіади-1968.

## Виступи на Олімпіадах
| Олімпіада     | Дисципліна       | Місце              |
| ------------- | ---------------- | ------------------ |
| Мехіко 1968   | абсолютний залік | 18                 |
| Мехіко 1968   | командний залік  | 1                  |
| Мехіко 1968   | вільні вправи    | 4                  |
| Мехіко 1968   | опорний стрибок  | 27T (кваліфікація) |
| Мехіко 1968   | паралельні бруси | 74T (кваліфікація) |
| Мехіко 1968   | перекладина      | 11T (кваліфікація) |
| Мехіко 1968   | кільця           | 4                  |
| Мехіко 1968   | кінь             | 53T (кваліфікація) |
| Мюнхен 1972   | абсолютний залік | 8                  |
| Мюнхен 1972   | командний залік  | 1                  |
| Мюнхен 1972   | вільні вправи    | 8 (кваліфікація)   |
| Мюнхен 1972   | опорний стрибок  | 71T (кваліфікація) |
| Мюнхен 1972   | паралельні бруси | 11T (кваліфікація) |
| Мюнхен 1972   | перекладина      | 1                  |
| Мюнхен 1972   | кільця           | 3                  |
| Мюнхен 1972   | кінь             | 34T (кваліфікація) |
| Монреаль 1976 | абсолютний залік | 3                  |
| Монреаль 1976 | командний залік  | 1                  |
| Монреаль 1976 | вільні вправи    | 8T (кваліфікація)  |
| Монреаль 1976 | опорний стрибок  | 2                  |
| Монреаль 1976 | паралельні бруси | 3                  |
| Монреаль 1976 | перекладина      | 1                  |
| Монреаль 1976 | кільця           | 9T (кваліфікація)  |
| Монреаль 1976 | кінь             | 8 (кваліфікація)   |